# Чжан Ці
Чжан Ці (кит. 張騏, пін.  Zhāng Qí; нар. 11 вересня 1998) — китайська борчиня вільного стилю, чемпіонка світу, дворазова бронзова призерка чемпіонатів Азії, дворазова срібна та бронзова призерка Кубків світу.

## Життєпис
Боротьбою почала займатися з 2006 року. У 2018 році стала бронзовою призеркою чемпіонату Азії серед юніорів. Того ж року завоювала срібну медаль чемпіонату світу серед юніорів. 2017 року стала срібною призеркою чемпіонату світу серед молоді.
На чемпіонаті світу 2023 року в Белграді, Чжан Ці, у якої до того найкращим досягненням на чемпіонатах світу було п'яте місце, а на чемпіонатах Азії — бронзові нагороди, сенсаційно стала чемпіонкою світу, здолавши у фіналі українку Юлію Ткач.
Виступала за команду провінції Шаньсі. Тренер — Сю Куйюань.

## Спортивні результати на міжнародних змаганнях

### Виступи на Чемпіонатах світу
| Змагання                        | Збірна | Вагова категорія          | Місце  |
| ------------------------------- | ------ | ------------------------- | ------ |
| Чемпіонат світу з боротьби 2017 | КНР    | жіноча боротьба, до 55 кг | 20     |
| Чемпіонат світу з боротьби 2018 | КНР    | жіноча боротьба, до 55 кг | 5      |
| Чемпіонат світу з боротьби 2022 | КНР    | жіноча боротьба, до 59 кг | 5      |
| Чемпіонат світу з боротьби 2023 | КНР    | жіноча боротьба, до 59 кг | Золото |

### Виступи на Чемпіонатах Азії
| Змагання                       | Збірна | Вагова категорія          | Місце  |
| ------------------------------ | ------ | ------------------------- | ------ |
| Чемпіонат Азії з боротьби 2017 | КНР    | жіноча боротьба, до 55 кг | Бронза |
| Чемпіонат Азії з боротьби 2019 | КНР    | жіноча боротьба, до 59 кг | Бронза |
| Чемпіонат Азії з боротьби 2023 | КНР    | жіноча боротьба, до 57 кг | 8      |

### Виступи на Кубках світу
| Змагання                    | Збірна | Вагова категорія | Місце  |
| --------------------------- | ------ | ---------------- | ------ |
| Кубок світу з боротьби 2018 | КНР    | команда          | Срібло |
| Кубок світу з боротьби 2019 | КНР    | команда          | Бронза |
| Кубок світу з боротьби 2022 | КНР    | команда          | Срібло |

### Виступи на інших змаганнях
| Змагання                                       | Збірна | Вагова категорія          | Місце  |
| ---------------------------------------------- | ------ | ------------------------- | ------ |
| Cerro Pelado International 2017                | КНР    | жіноча боротьба, до 58 кг | Бронза |
| Гран-прі «Іван Яригін» 2018                    | КНР    | жіноча боротьба, до 57 кг | Золото |
| Тестовий турнір UWW 2019                       | КНР    | жіноча боротьба, до 57 кг | Бронза |
| Меморіал Іона Корнеану і Ладислава Сімона 2022 | КНР    | жіноча боротьба, до 57 кг | Золото |
| Відкритий чемпіонат Загреба з боротьби 2023    | КНР    | жіноча боротьба, до 57 кг | Бронза |
| Турнір Ібрагіма Мустафи 2023                   | КНР    | жіноча боротьба, до 57 кг | Бронза |
| Меморіал Імре Поляка та Яноша Варги 2023       | КНР    | жіноча боротьба, до 57 кг | Бронза |

### Виступи на змаганнях молодших вікових груп
| Змагання                                      | Збірна | Вагова категорія          | Місце  |
| --------------------------------------------- | ------ | ------------------------- | ------ |
| Чемпіонат світу з боротьби серед юніорів 2009 | КНР    | жіноча боротьба, до 55 кг | 14     |
| Чемпіонат Азії з боротьби серед юніорів 2018  | КНР    | жіноча боротьба, до 57 кг | Бронза |
| Чемпіонат світу з боротьби серед юніорів 2018 | КНР    | жіноча боротьба, до 57 кг | Срібло |
| Чемпіонат світу з боротьби серед молоді 2017  | КНР    | жіноча боротьба, до 53 кг | Срібло |
| Чемпіонат світу з боротьби серед молоді 2018  | КНР    | жіноча боротьба, до 57 кг | 5      |
| Чемпіонат світу з боротьби серед молоді 2019  | КНР    | жіноча боротьба, до 59 кг | 11     |